# Rocko Schamoni

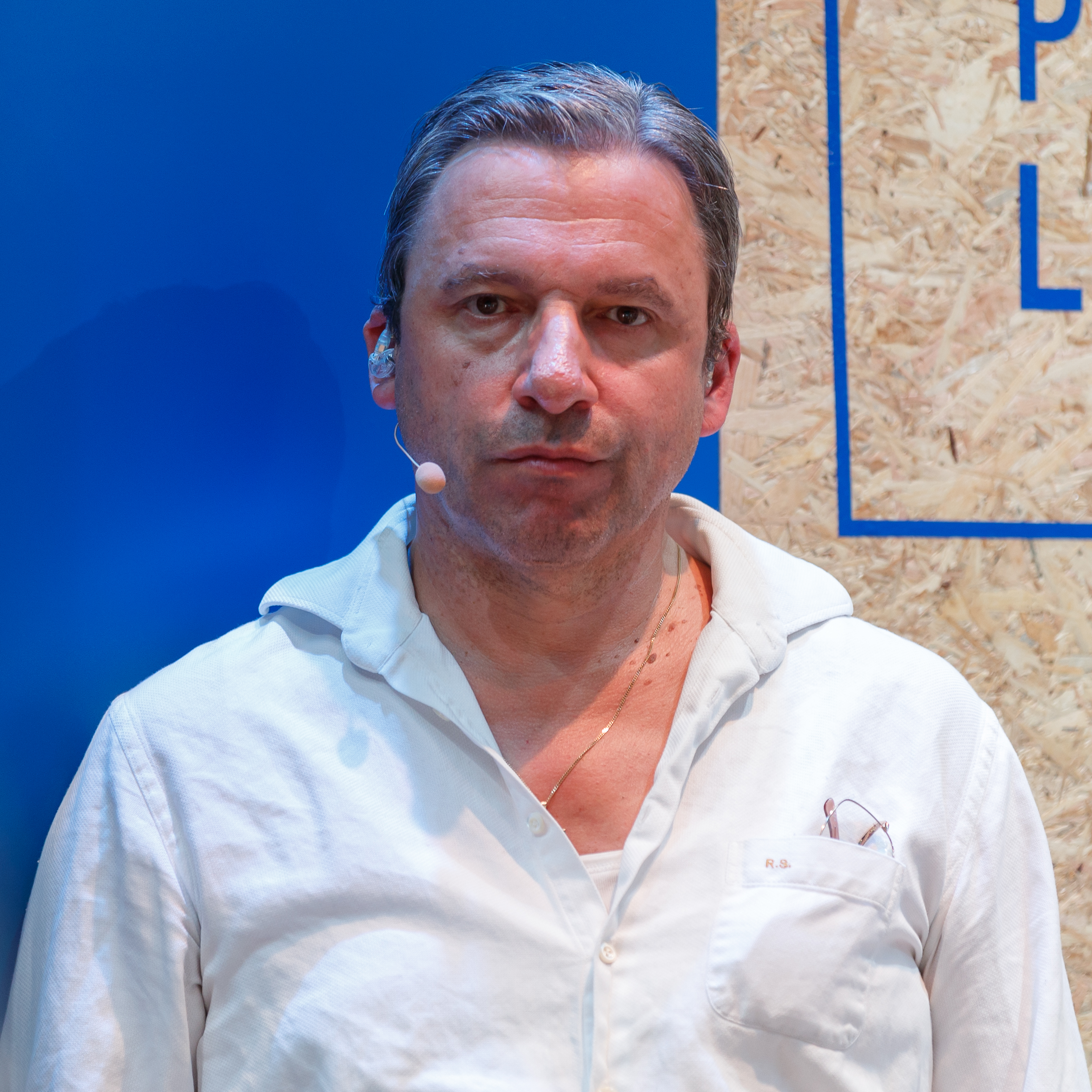
Rocko Schamoni auf der re:publica 2023

Rocko Schamoni (eigentlich: Tobias Albrecht; * 8. Mai 1966 in Kiel) ist ein deutscher Musiker, Schriftsteller, Schauspieler und Clubbetreiber. Schamoni ist Mitglied des Trios Studio Braun und der Partei Die PARTEI.

## Leben
Tobias Albrecht wurde als Sohn des aus Bayern stammenden Lehrers Rudolf Albrecht (1940–2019) und seiner Frau, ebenfalls einer Lehrerin, in Kiel geboren und wuchs in Lütjenburg auf. Er ist Vater einer Tochter und lebt in Hamburg.

## Werk

### Musik

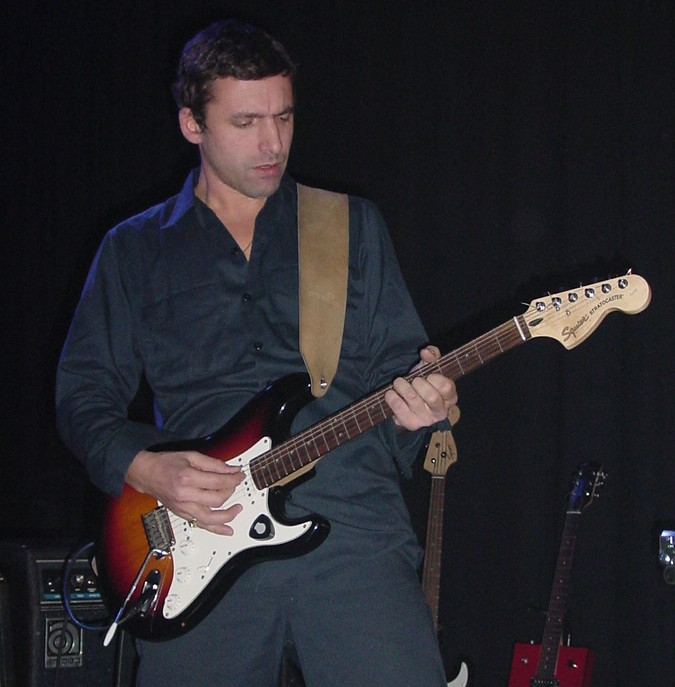
Rocko Schamoni (2003)

Der Musikstil Rocko Schamonis, der in der frühen Phase Elemente des Punkrock, Rockmusik und Jazz beinhaltet, wurde oft als deutscher Post-Punk bezeichnet.
1981 und 1982 war Rocko Schamoni Mitglied der Fun-Punk-Band Warhead, welche sich später in Public Enemy nr. 7, dann in Die Götter umbenannte. Mit dem Umzug vom schleswig-holsteinischen Lütjenburg nach Hamburg veränderte sich sein Stil, und die Auftritte als provozierender Schlagerentertainer führten ihn mit den Goldenen Zitronen und den Toten Hosen auf ausgedehnte Tourneen durch Deutschland, Österreich und die Schweiz. Außerdem war Rocko Schamoni neben Schorsch Kamerun und DJ Cumpadre ES Mitglied der Band Connection Point, die elektronische Musik machte. Ebenfalls mit Kamerun und den Musikern Ale Sexfeind, Jonas Landerschier, Sergeant Eierknaake und dem Bassisten Pipiplatsch („der wandelnde Bananumberto“) hatte Schamoni die Band Motion, die 1993 eine Platte bei dem Label Zickzack herausbrachte mit dem Titel Ex-Leben (Land, Meer).
Bei seinen Shows wurde er erst von Jogging Mystique und später von Little Machine als Liveband unterstützt. Seit dieser Zeit ist der Sound von Schamoni und seiner Band dem Soulsound eines Al Green ähnlich und verwendet Bläser- und Streichersektionen. Die Kompositionen stammen teilweise von Carsten Meyer.
Neben seiner Musikerkarriere gibt Rocko Schamoni Gastspiele in Film, Funk und Fernsehen zum Beispiel mit Heinz Strunk und Jacques Palminger bei der psychedelischen Humorvereinigung Studio Braun. Zeitgleich mit dem Ableben des Talk-Talk-Sängers Mark Hollis am 25. Februar 2019 veröffentlichte Schamoni seine Single Mark Hollis lebt! Darin lobt er sein musikalisches Vorbild für seinen Rückzug aus der Öffentlichkeit.

### Filme
Zwischen 1990 und 1992 spielte Schamoni bei den zwei Amateur-Kurzfilmen Rollo Aller! und Rollo Aller! 2 neben Christian Dabeler die Hauptrolle Eule. Sein Motto „Raus aus der Gesellschaft – Rein in den Rock“. Die beiden Hauptdarsteller produzierten auch den Soundtrack. Regie führte Henrik Peschel. Die Filme gelten als schräge Hommage an Hark Bohms Klassiker Nordsee ist Mordsee. Der dritte Teil wurde vor 1994 gedreht und liegt seitdem bei Regisseur Peschel in der „Schublade“. 2008 wurde innerhalb von acht Tagen ein vierter Teil gedreht, der nun vor dem dritten auf verschiedenen Veranstaltungen aufgeführt wurde.
Schamoni ist in diversen kleinen Rollen in Film- und Serienproduktionen zu sehen, zum Beispiel in Klaus Lemkes Die Ratte als Polizist oder in Am Tag als Bobby Ewing starb.
2008 war Schamoni in Fleisch ist mein Gemüse, einem Kinofilm basierend auf der gleichnamigen Romanvorlage des Studio Braun-Kollegen Heinz Strunk, als Schützenkönig zu sehen, in Fraktus (2012) spielte er die Rolle des Dirk Eberhard („Dickie“) Schubert.
Rocko Schamoni ist Protagonist in der Langzeitdokumentation Wir werden immer weitergehen von George Lindt und Ingolf Rech; eine Langzeitdoku, die als „Work in Progress“ immer wieder neu geschnitten gezeigt wird. Der Film wurde erstmals 2004 auf dem Achtung Berlin Filmfestival gezeigt. Die neue Fassung mit erweiterten Lebensläufen wurde bundesweit im Jahr 2012 im Kino gezeigt und erstmals auch als Buch mit DVD veröffentlicht.
2012 drehte er mit Helge Schneider den Film 00 Schneider – Im Wendekreis der Eidechse in Mülheim und Umgebung.

### Romane
Im Jahr 2000 veröffentlichte Schamoni mit Risiko des Ruhms seinen Debütroman. In 19 Kapiteln wird die turbulente Lebensgeschichte des Erzählers geschildert. Nach eigenen Angaben sind die extravaganten Kurzgeschichten frei erfunden. Der ersten Auflage lag eine Mini-CD bei, die drei Stücke der 1999 erschienenen Platte Showtime enthielt. 2007 erschien eine überarbeitete Version (Risiko des Ruhms – Director’s Cut).
2004 erschien mit Dorfpunks sein zweites und wesentlich erfolgreicheres Buch. Es schildert die Erinnerung an seine Jugend als Dorfpunk Ende der 1970er-, Anfang der 1980er-Jahre.
Sternstunden der Bedeutungslosigkeit erschien im Jahr 2007. Schamoni schildert in 34 Kapiteln den Alltag des Erzählers Michael Sonntag, der sich als Single in Hamburg mit Gelegenheitsjobs durchs Leben schlägt.
Im Jahr 2011 erschien der Roman Tag der geschlossenen Tür, in dem der Protagonist Michael Sonntag, mittlerweile Frührentner, – mal mehr, mal weniger erfolgreich – versucht, sich den Anforderungen des Alltags zu entziehen.
Im Januar 2016 erschien der Roman Fünf Löcher Im Himmel, in dem sich der Protagonist Paul gleichzeitig in Katharina Himmelfahrt und in seine Lehrerin Frau Zucker verliebt. Rocko Schamoni stellt in diesem Roman die existenziellen Fragen und findet darauf poetische wie unnachsichtige Antworten.
2019 eröffnete Grosse Freiheit eine nach Angaben des Autors als Trilogie angelegte Reihe von biographischen Romanen. Protagonisten sind abenteuerliche, randständige Existenzen aus dem Rotlichtmilieu St. Paulis. Grosse Freiheit schildert Leben und subkulturelle Erfahrungen der Kiezlegende Wolfgang Köhler, der bereits die literarische Figur des „Wolli Indienfahrers“ von Hubert Fichte inspirierte.
Der Jaeger und sein Meister erschien als zweiter Teil der Reihe im August 2021 und erzählt aus dem Leben des Hamburger Künstlers Heino Jaeger.
2024 erschien mit Pudels Kern die Fortsetzung der mit Dorfpunks begonnenen Autobiographie Schamonis. Basierend auf u. a. Tagebüchern und Kalendern zeichnet der Autor ein Bild seiner ersten Jahre in Hamburg und den Versuchen, als Musiker und Entertainer Fuß zu fassen.

### Theaterproduktionen
1998 komponierte Rocko Schamoni Musik für Elfriede Jelineks Ein Sportstück, welches am Deutschen Schauspielhaus in Hamburg gezeigt wurde.
2000 und 2002 produzierte er die Musik für die Theaterstücke von Goldene-Zitronen-Sänger Schorsch Kamerun am Schauspielhaus Pfauen in Zürich (Der digitale Wikinger und Macht fressen Würde). Kamerun und Schamoni spielten in beiden Stücken selber mit.
Im Dezember 2004 erstellte Schamoni die Musik für Oscar Wildes Bunbury in der Bearbeitung von Elfriede Jelinek unter der Regie von Falk Richter am Wiener Burgtheater. Das Stück erhielt diverse Preise.
Im Mai 2005 wurde im Deutschen Schauspielhaus die Operette Phönix – Wem gehört das Licht uraufgeführt. Sie basiert auf dem Roman Fleisch ist mein Gemüse von Rockos Studio-Braun-Kollegen Heinz Strunk. Auch hier wirkte Schamoni musikalisch und schauspielerisch mit und führte zusammen mit Palminger und Strunk die Regie.
Am 30. April 2008 feierte Studio Brauns Dorfpunks, basierend auf dem gleichnamigen Roman Schamonis, im Schauspielhaus Premiere.
Am 21. Oktober 2010 wurde Studio Brauns Stück Rust – Ein deutscher Messias nach dem Leben von Mathias Rust im Hamburger Schauspielhaus uraufgeführt.

### Pudel Klub/Golden Pudel Club
Anfang der 1990er gründete Rocko Schamoni zusammen mit Schorsch Kamerun, Sänger bei Die Goldenen Zitronen, und weiteren Freunden in einer leerstehenden Kneipe, die sich im Erdgeschoss des Hauses befand, in dem er lebte, den ersten Pudel Klub. Dort fanden sich bekannte und später bekannt gewordene Größen der Popkultur ein. Der Club schloss, und 1995 eröffnete Schamoni mit Kamerun und Norbert Karl den Golden Pudel Club in der Hafenstraße. Nach dem Tod Norbert Karls (2004) übernahm Schamoni den Club. Mittlerweile hat sich Schamoni aus dem Tagesgeschehen des Clubs zurückgezogen.

### Scheiße by Schamoni
Am 29. November 2012 veröffentlichte Rocko Schamoni mit dem Hamburger Goldschmied Jonathan Johnson die Satire-Schmuckkollektion „Scheiße by Schamoni“. Rocko Schamoni dazu:

„Ich beschäftige mich als Mensch und Künstler schon seit Jahren intensiv mit dem Thema Scheiße, nur fehlte mir die zündende Idee, diesem faszinierenden Sujet einen wertigen und glamourösen Rahmen zu geben. Erst die Idee und das Grunddesign zur ‚Original Scheiße Kette‘ von der Fotografin Dorle Bahlburg, sowie die Zusammenarbeit mit dem Goldschmied Jonathan Johnson führte zum entscheidenden Schritt in die Richtung der Kollektion. Jetzt, in den Zeiten der Krise aus Gold Scheiße zu machen und damit den herkömmlichen Produktionszyklus umzudrehen ist nicht nur ein künstlerisches, sondern auch ein politisches Statement. Wir freuen uns im Übrigen mit dem gleichen Inhalt schon bald im Bereich der Patisserie und der Welt des Parfüms aufwarten zu dürfen.“

## Veröffentlichungen

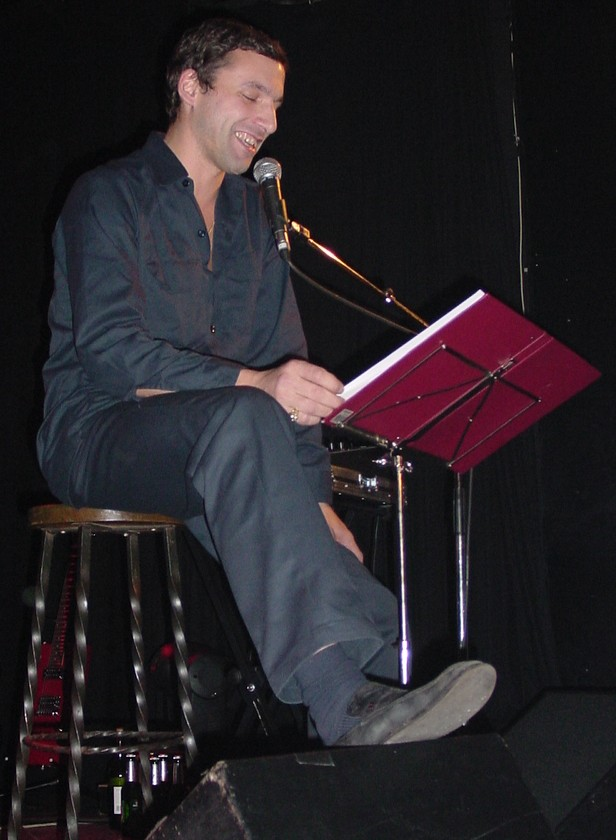
Rocko Schamoni (2003)

### Diskografie
Alben
- 1988: Vision (LP, Weser Label)
- 1990: Jeans und Elektronik (LP/LP lim. mit Flexi-Disc/CD/MC, Polydor)
- 1991: Disco
- 1993: Ex-Leben (mit Motion) (CD, What’s So Funny About)
- 1995: Galerie Tolerance
- 1996: Die frühen Werke des Monsieur 70 Volt
- 1999: Showtime (DoCD inkl. Remixe, Trikont)
- 2002: Der Schwere Duft von Anarchie (CD, Virgin)
- 2003: The Best of Rocko Schamoni (DoCD/LP, Trikont)
- 2007: Rocko Schamoni & Little Machine (CD, Trikont; LP, Nobistor)
- 2015: Die Vergessenen (CD/LP, Staatsakt, mit L’Orchestre Mirage)
- 2019: Musik für Jugendliche (CD/LP)
- 2022: All Ein (CD/LP)

Singles
- 1987: Liebe kann man sich nicht kaufen (7", Weser Label)
- 1990: Ich will Liebe (7"-Vinyl, Weser Label; Maxi-CD/12"-Vinyl, Polydor)
- 1990: Was kostet Liebe (7"-Vinyl, Polydor)
- 1990: Mendocino (Duett mit Michael Holm)
- 1991: Nackt in Las Vegas (7"-Vinyl/Maxi-CD, Polydor)
- 1999: Showtime Remixe (12"-Vinyl, Trikont)
- 2002: Geld ist eine Droge (Maxi-CD, Virgin)
- 2002: Heart of Plastic (12"-Vinyl/Maxi-CD, Virgin)
- 2005: Mauern (Maxi-CD, Trikont; 7"-Vinyl, Nobistor)
- 2006: Muster (Maxi-CD, Trikont; 7"-Vinyl, Nobistor)
- 2010: Mein Hass (7"-Vinyl, Duett mit Cordelia Waal, Musik und Produktion: Rockford Kabine)

Alben mit Studio Braun
- 1998: Gespräche (CD, Mercury)
- 1999: Gespräche 2 (CD, Ariola)
- 2000: Jeans Gags (CD, Ariola)
- 2001: FC St. Pauli & TSC Studio Braun – 1:1:0 am Millerntor (CD, Freizeit / Universal)
- 2002: Fear of a Gag Planet (CD, Ariola)
- 2004: Ein Kessel Braunes (CD, Trikont)
- 2012: Braunes Gold (CD, tacheles!)
- 2012: Fraktus – Millenium Edition (CD, Staatsakt)
- 2015: Fraktus – Welcome to the Internet (CD, Staatsakt)

Singles mit Studio Braun
- Die andere Realität/ Joy (7"-Vinyl, Nobistor)
- Bierchen/Mariacron/Bier-Hypochonder (7"-Vinyl, Nobistor)
- 2012: Fraktus – Affe Sucht Liebe (Operation Pudel 2006/Original 1983 Version) (7"-Vinyl, Pudel Produkte 19)

Kompilations-Beiträge
- 1986: We are the champions (EP, Weser Label)
- 1988: We are the champions (EP, Weser Label)
- 1990: Vestival der Volxmusik
- 1991: Operation Pudel 2000
- 1992: Operation Poodle XL
- 1996: Punk Over Germany
- 2001: Liebe und Herzschmerz (DoCD, Lieblingslied Records)
- 2001: Operation Pudel 2001 (DoCD, L’age d’or)
- 2004: Protestsongs.de (DoCD, Lieblingslied)
- 2004: Müssen alle mit (CD, Tapete)
- 2005: Pudel Produkte Zwei (12-Vinyl, Nobistor)
- 2005: Pudel Produkte Drei (12-Vinyl, Nobistor)
- 2006: Pudel Produkte Vier (12-Vinyl, Nobistor)
- 2006: Operation Pudel 2006 ZD 50: Best of Pudel Produkte
- 2007: 80’s Flashback
- 2008: Tonangeberei: Songs für jedes Alter ab 3 (CD, Trikont)
- 2010: Operation Pudel 2010 (DoCD, Staatsakt)
- 2014: Kiah Royal

Hörbücher
- 2003: Risiko des Ruhms
- 2005: Dorfpunks
- 2008: Sternstunden der Bedeutungslosigkeit
- 2011: Tag der geschlossenen Tür
- 2019: Grosse Freiheit
- 2024: Des Pudels Kern

Hörspiele
- 2005: Cocka Hola Company
- 2006: Mutter Tourette und ihre Kinder

### Publikationen
- 2000: Risiko des Ruhms. Rowohlt Verlag, Reinbek, ISBN 978-3-499-22553-6.
- 2004: Dorfpunks. Rowohlt Verlag, Reinbek, ISBN 978-3-499-23618-1.
- 2007: Risiko des Ruhms: Director’s Cut. Rowohlt Verlag, Reinbek, ISBN 978-3-499-24505-3.
- 2007: Sternstunden der Bedeutungslosigkeit. DuMont Buchverlag, Köln, ISBN 978-3-832-18011-9.
- 2011: Tag der geschlossenen Tür. Piper Verlag, München, ISBN 978-3-492-05421-8.
- 2014: Fünf Löcher im Himmel. Piper Verlag, München, ISBN 978-3-492-05629-8.
- 2016: Ich will nicht schuld sein an deinem Niedergang: ein moderner Briefwechsel. Zusammen mit Christoph Grissemann. Piper Verlag, München, ISBN 978-3-492-05777-6.
- 2019: Grosse Freiheit. hanserblau, Berlin, ISBN 978-3-446-26256-0.
- 2021: Der Jaeger und sein Meister. hanserblau, Berlin, ISBN 978-3-446-26603-2.
- 2024: Pudels Kern. Roman. Carl Hanser Verlag, München, ISBN 978-3-446-27936-0.

### Filmografie
- 1988: Ballhaus Barmbek
- 1990: Rollo Aller!
- 1992: Rollo Aller! 2
- 1993: Die Ratte
- 2004: Jazzclub – Der frühe Vogel fängt den Wurm
- 2005: Wir waren niemals hier
- 2005: Am Tag als Bobby Ewing starb
- 2007: 20.000 Jahre Studio Braun – Ein Jubiläum feiert Geburtstag
- 2008: Fleisch ist mein Gemüse
- 2008: Rollo Aller! 4
- 2009: Dorfpunks
- 2012: Wir werden immer weitergehen (Dokumentarfilm/DVD und Buch)
- 2012: Fraktus
- 2013: 00 Schneider – Im Wendekreis der Eidechse
- 2017: Jürgen – Heute wird gelebt
- 2021: Beckenrand Sheriff
- 2023: Sophia, der Tod und ich

### Fernsehen
- 1997: Pudel Overnight, 3sat (Moderator)
- 2001: Fast Forward, Viva 2 (Moderator)
- 2001: Pudel Reisen: Prag, Viva 2 (Moderator)
- 2003: Großstadtrevier: Tapetenwechsel (Schauspielrolle)
- 2005: TV total, 15. März 2005, Pro 7 (Gast)
- 2008: Zimmer frei!, 2. Dezember 2007, WDR (Gast)
- 2008: TV total, 20. Februar 2008, Pro 7 (Gast)
- 2008: NDR Talk Show, 11. April 2008, NDR (Gast)
- 2011: TV total, 28. März 2011, Pro 7 (Gast)
- 2012: Roche & Böhmermann, 15. April 2012, ZDFkultur (Gast)
- 2013: Großstadtrevier: Beatlemania (Schauspielrolle)
- 2014: Mord mit Aussicht (Fernsehserie, Episode 3x12, Tod eines Roadies)
- 2014: Willkommen Österreich, 21. Oktober 2014, ORF (Gast)
- 2015: Neo Magazin Royale, 10. September 2015, ZDFneo (Gast)
- 2016: Inas Nacht, 17. Juli 2016, ARD (Gast)
- 2024: Rocko Schamoni Supershow, März 2024, ARD Kultur (Moderator)

1997 drehten Rocko Schamoni und Schorsch Kamerun für 3sat drei Folgen der Serie „Pudel Overnight“, bei der die beiden Moderatoren bei Nacht die Städte Berlin, Zürich und Wien besuchten, diverse interessante Menschen dort trafen und sprachen. Die einzelnen Folgen wurden fast ungeschnitten bei 3sat gezeigt und hatten eine durchschnittliche Länge von sechs Stunden.

## Trivia
- Bei der Bundestagswahl 2005 trat er als Hamburger Spitzenkandidat für Die PARTEI an. Nach einer eindeutigen Wahlniederlage legte er alle politischen Ämter nieder.
- Auf dem Album Unsterblich der Band Die Toten Hosen ist Rocko Schamoni am kurzen Hörspiel zum ersten Song Entschuldigung, es tut uns Leid! beteiligt.
- Das Album Kiah Royal der Band LaBrassBanda enthält eine Coverversion von Rocko Schamonis Lied Der Mond aus seinem Album Showtime, bei der er auch den Gesang übernommen hat.
- Das Lied CDU ist Teil der Doppel-CD Protestsongs.de (CD 1, Track 12) der Bundeszentrale für politische Bildung.
- In der Einleitung des schwarzweißen Videoclips zum Cover-Song Respectable von Die Toten Hosen, der im Oktober 2020 erschien, parodiert Rocko Schamoni die Anmoderation von TV-Moderator Wilhelm Wieben der ersten Folge der Musiksendung Beat-Club am 25. September 1965. Im Videoclip Slow Down der Toten Hosen von November 2020 tritt Schamoni in derselben Rolle als Ansager ebenfalls auf.